# Берлінський міжнародний кінофестиваль 2019
69-й Берлінський міжнародний кінофестиваль — кінофестиваль, який проходив з 7 по 17 лютого 2019 року в Берліні. Міжнародне журі фестивалю очолювала французька акторка Жульєт Бінош. Фільмом відкриття був обраний «Доброта незнайомців» режисерки Лоне Шерфіґ. У основній конкурсній програмі брали участь 17 фільмів. «Золотого ведмедя» отримала стрічка «Синоніми» режисера Надава Лапіда.

## Перебіг фестивалю
19 червня 2018 року Дітер Косслік, багаторічний директор Берлінале, оголосив, що його наступник Карло Чатріан займе посаду з 2019 року.
7 грудня 2018 року було оголошено, що фільмом відкриття 69-го Берлінського кінофестивалю стане стрічка неодноразової учасниці фестивалю Лоне Шерфіґ «Доброта незнайомців».
11 грудня 2018 року кінофестиваль оголосив, що журі міжнародного конкурсу очолить французька акторка Жульєт Бінош. У 1987 році в конкурсі 37-го Берлінського кінофестивалю брала участь стрічка Леокса Каракса «Погана кров» за участю Жульєт Бінош, а в 1992 році в програмі «Форум» — ще один фільм Каракса «Коханці з Нового мосту». У 1993 році акторка отримала «Камеру Берлінале» за стрічку Кшиштофа Кесльовського «Три кольори: Синій», а вже в 1997 році — «Срібного ведмедя» за «Англійського пацієнта» Ентоні Мінгелли. 2000 року Бінош привезла на фестиваль «Шоколад» з Джонні Деппом, у 2001 — «У моїй країні» з Семюелем Л. Джексоном (обидва фільми брали участь в основному конкурсі). У 2012 у фестивальній програмі «Панорама» була стрічка з її участю «Відвертості» Малгожати Шумовської. Наступного року фільм Брюно Дюмона «Каміла Клодель 1915» з Жульєт Бінош брав участь в конкурсі, а в 2015 році стрічка Ізабель Койшет «Нікому не потрібна ніч» відкривала 65-й Берлінале.
13 грудня 2018 року були оголошені перші шість фільмів основної конкурсної програми та три фільми, що увійшли до програми Спеціальних показів Берлінале (Berlinale Special), у якій традиційно будуть представлені роботи сучасних кінематографістів, документальні фільми та унікальні формати.
18 грудня 2018 повідомлено, що Почесного «Золотого ведмедя» за досягнення і внесок в кінематограф буде удостоєна британська акторка театру і кіно Шарлотта Ремплінг. Також їй буде присвячена секція «Пошана» (Homage), в рамках якої пройдуть покази фільмів за участю акторки.
18 грудня 2018 фестиваль оголосив перші 22 фільми програми «Панорама» — другої за значимістю секції Берлінале. Фільми представляють 21 країну, 14 з них є світовими прем'єрами, 13 — європейські (або копродукційні) роботи. Дев'ять із відібраних фільмів є режисерськими дебютами.
19 грудня 2018 року Берлінале презентував 6 офіційних постерів фестивалю, які були розроблені швейцарською компанією Velvet.
19 грудня була оголошена програма фестивальної секції Generation, куди ввійшли 16 повнометражних ігрових фільмів з 16 країн, які будуть показані в програмах Kplus і 14plus.
10 січня 2019 року організатори Берлінале назвали ще 11 фільмів, відібраних для участі в основному конкурсі фестивалю та 6 у програмі Berlinale Special. До конкурсної програми увійшов, зокрема, історичний фільм-трилер польської режисерки Агнешки Голланд «Гарет Джонс», створений у копродукції Польщі, України та Великої Британії. Повністю програми основного конкурсу та Спеціальних показів були сформовані 17 січня. Загалом до основного конкурсу увійшли 17 фільмів, в роботі над якими взяли участь 25 країн; для 20 кінострічок відбудеться світова прем'єра, сім фільмів, що претендують на нагороди, зняті жінками.
29 січня 2019 року Берлінський кінофестиваль оголосив повний склад міжнародного журі основної конкурсної програми, до якого ввійшли американський кінокритик Джастін Чан, німецька акторка Сандра Хюллер, чилійський режисер Себастьян Леліо, головний куратор кіносекції нью-йоркського Музею сучасного мистецтва Раджендра Рой і акторка Шекспірівського королівського театру (Велика Британія) Труді Стайлер.

## Участь України
У рамках основної конкурсної програми цьогорічного Берлінале 10 лютого 2019 року відбулася світова прем'єра створеного за підтримки Держкіно України історичного трилера Агнешки Голланд «Гарет Джонс».
На Європейському кіноринку 69-го Берлінського міжнародного кінофестивалю (EFM) працював український стенд, організований Державним агентством України з питань кіно спільно з Асоціацією кіноіндустрії України, за підтримки Української Кіноасоціації та Українського культурного фонду. Цьогоріч стенд був оформлений за мотивами творів художниці Марії Примаченко, якій у 2019 році виповнюється 110 років від дня народження. Усі події в рамках роботи українського стенда традиційно проходили під гаслом #UkraineIsYourDestination («Україна — твоє призначення»), яке було розроблено в 2017 році під час організації українського павільйону на кіноринку Marche du Film (професійному майданчику Каннського кінофестивалю). Для презентації України на Європейському кіноринку Асоціація кіноіндустрії України на замовлення Держкіно України підготувала каталог «Українські фільми 2018/2019» та презентаційний ролик українських фільмів, завершених виробництвом у 2018 році за підтримки Держкіно.
Також на цьогорічному фестивалі двоє українських режисерів — Аліна Горлова та Нікон Романченко — брали участь у програмі Berlinale Talents (індустріальна платформа Берлінале для 250 молодих перспективних представників галузі). Четверо українських продюсерів взяли участь у Co-production Market: Володимир Яценко, Наталія Лібет, Сергій Лавренюк і Максим Осадчий. Ще п'ятеро українських продюсерів брали участь у спеціальній програмі Visitor Programs: Анастасія Буковська, Дмитро Суханов, Любов Крохмальна, Ріта Гребенщикова та Денис Іванов.

## Журі

### Конкурс
| Голова журі                | Члени журі |
| -------------------------- | --- |
| \| \|Жульєт Бінош акторка, | Себастьян Леліо кінорежисер, /Раджендра Рой куратор, Труді Стайлер акторка, продюсерка, Сандра Хюллер акторка, Джастін Чанг кінокритик, |
|                            | |

### Короткометражний конкурс
- Джеффрі Бауерс — старший куратор в Vimeo
- Ваня Калуджерчич — директор із закупівель на платформі MUBI
- Койо Куо — незалежний виставковий куратор, музейний куратор і культурний продюсер

### Конкурс «Тедді»
- Сандра Гезінова — програмна директорка кінофестивалю у Карлових Варах
- Пол Струтерс — виставковий та програмний директор «Фреймлайн»
- Марія Паула Лоргія — дослідниця і куратор кіно- та медіа-мистецтв
- Кевін Мвачиро — письменник, поет, журналіст-фрилансер та гей-активіст
- Джей Бернар — письменниця, кінорежисерка
- Попо Фан — квір-кінематографіст, активіст і письменник
- Андреа Кун — директорка Міжнародного фестивалю фільмів про права людини в Нюрнберзі

## Програма
| * | Фільми ЛГБТ-тематики; претенденти на Премію «Тедді» |

### Конкурс
Наступні фільми були відібрані для участі в конкурсі у змаганні за Золотого та Срібного ведмедів:
| Фільм                                 | Оригінальна назва                   | Режисер(и)             | Країна виробництва                                       |
| ------------------------------------- | ----------------------------------- | ---------------------- | -------------------------------------------------------- |
| Антологія міста-привида               | Répertoire des villes disparues     | Дені Коте              | Канада                                                   |
| Бог існує, її ім'я — Петрунія         | Gospod postoim imeto I’ e Petrunija | Теона Стругар Мітевска | Північна Македонія, Бельгія, Словенія, Хорватія, Франція |
| З божої волі                          | Grâce à dieu                        | Франсуа Озон           | Франція                                                  |
| Викрадаючи коней                      | Ut og stjæle hester                 | Ганс Петер Моланд      | Норвегія, Швеція, Данія                                  |
| Гарет Джонс                           | Mr. Jones                           | Агнешка Голланд        | Польща, Україна, Велика Британія                         |
| Доброта незнайомців (фільм відкриття) | The Kindness of Strangers           | Лоне Шерфіґ            | Данія, Канада, Швеція, Німеччина, Франція                |
| Еліса і Марчела*                      | Elisa & Marcela                     | Ісабель Койшет         | Іспанія                                                  |
| Земля під моїми ногами*               | Der Boden unter den Füßen           | Марі Крейцер           | Австрія                                                  |
| Золота рукавичка                      | Der Goldene Handschuh               | Фатіх Акін             | Німеччина, Франція                                       |
| Казка про трьох сестер                | Kız Kardeşler                       | Емін Алпер             | Туреччина, Німеччина, Нідерланди, Греція                 |
| Одна секунда                          | Yi miao zhong                       | Чжан Їмоу              | КНР                                                      |
| Піраньї Неаполя                       | La paranza dei bambini              | Клаудіо Джованнезі     | Італія                                                   |
| Руйнівниця системи                    | Systemsprenger                      | Нора Фінгшайдт         | Німеччина                                                |
| Синоніми*                             | Synonymes                           | Надав Лапід            | Франція, Ізраїль, Німеччина                              |
| Так давно, сину мій                   | Di jiu tian chang                   | Ван Сяошуай            | КНР                                                      |
| Я був удома, але                      | Ich war zuhause, aber               | Ангела Шанелек         | Німеччина, Сербія                                        |
| Яйце динозавра                        | Öndög                               | Ван Цюаньань           | Монголія                                                 |

### Поза конкурсом
Наступні фільми були відібрані для позаконкурсної програми:
| Фільм             | Оригінальна назва | Режисер(и)   | Країна виробництва               |
| ----------------- | ----------------- | ------------ | -------------------------------- |
| Варда очима Аньєс | Varda by Agnès    | Аньєс Варда  | Франція                          |
| Влада             | Vice              | Адам Маккей  | США                              |
| Марігелла         | Marighella        | Вагнер Маура | Бразилія                         |
| Оперативниця      | The Operative     | Юваль Адлер  | Німеччина, Ізраїль, Франція, США |
| Прощання з ніччю  | L'adieu à la nuit | Андре Тешіне | Франція, Німеччина               |
| (док.)            | Amazing Grace     | Алан Елліотт | США                              |

### Панорама
Наступні стрічки були відібрані для участі у програмі «Панорама»:

#### Ігрові фільми
СП — Світова прем'єра фільму; ЄП — Європейська прем'єра фільму; МП — Міжнародна прем'єра фільму
| Фільм                               | Оригінальна назва                     | Режисер(и)                      | Країна виробництва                                                 |
| ----------------------------------- | ------------------------------------- | ------------------------------- | ------------------------------------------------------------------ |
| 37 Секунд СП                        | 37秒 (37-Byō)                         | Міцує Міядзакі                  | Японія                                                             |
| Божественне кохання ЄП              | Divino Amor                           | Габріель Маскаро                | Бразилія, Чилі, Данія, Норвегія, Швеція, Уругвай                   |
| Гра тіней ЄП                        | 风中有朵雨做的云                      | Лоу Є                           | КНР                                                                |
| Грета* СП                           | Greta                                 | Армандо Прака                   | Бразилія                                                           |
| Дафна СП                            | Dafne                                 | Федеріко Бонді                  | Італія                                                             |
| День по тому, як я пішов СП         | היום שאחרי לאחת                       | Німрод Ельдар                   | Ізраїль                                                            |
| Джессіка назавжди ЄП                | Jessica Forever                       | Кароліна Поґґі, Джонатан Вінель | Франція                                                            |
| Дихання СП                          | Der Atem                              | Uli M Schueppel                 | Німеччина                                                          |
| Ідол СП                             | Woo Sang                              | Лі Су Джин                      | Південна Корея                                                     |
| Життєрадісність СП                  | Buoyancy                              | Родд Ратжен                     | Австралія                                                          |
| Кислота* СП                         | Кислота                               | Олександр Горчилін              | Росія                                                              |
| Коротка історія зеленої планети* СП | Breve historia del planeta verde      | Сантьяго Лоса                   | Аргентина, Бразилія, Німеччина, Іспанія                            |
| Опівнічний мандрівник МП            | Midnight Traveler                     | Хасан Фазілі, Емелі Махдав'ян   | Канада, Катар, Велика Британія, США                                |
| Прикутий СП                         | עינויים שלי (Eynayim Sheli)           | Ярон Шані                       | Німеччина, Ізраїль                                                 |
| Світло мого життя СП                | Light of My Life                      | Кейсі Аффлек                    | США                                                                |
| Святі звіри* СП                     | La fiera y la fiesta                  | Лаура Амелія Гузман             | Аргентина, Домініканська Республіка, Мексика                       |
| Середина 1990-х ЄП                  | Mid90s                                | Джона Гілл                      | США                                                                |
| Собака гавкає на Місяць* СП         | 再见南屏晚钟                          | Сян Цзи                         | КНР, Іспанія                                                       |
| Сувенір ЄП                          | The Souvenir                          | Джоанна Гоґґ                    | Велика Британія                                                    |
| Тільки для персоналу СП             | Staff Only                            | Неус Баллус                     | Франція, Іспанія                                                   |
| Тремтіння* СП                       | Temblores                             | Джейро Бустаманте               | Гватемала, Франція, Люксембург                                     |
| Усе моє кохання СП                  | Geschwister                           | Едвард Бергер                   | Німеччина                                                          |
| Флатландія СП                       | Flatland                              | Дженна Басс                     | ПАР, Німеччина, Люксембург                                         |
| Члени сім'ї СП                      | Los miembros de la familia            | Матео Бендескі                  | Аргентина                                                          |
| Шви СП                              | Šavovi                                | Мирослав Терзич                 | Боснія і Герцеговина, Хорватія, Сербія, Словенія                   |
| Шкіра ЄП                            | Skin                                  | Гай Наттів                      | США                                                                |
|                                     | Doch wir lächeln zurück               | Ксав'є Ксилофон                 | Німеччина                                                          |
| СП                                  | Flesh Out                             | Мікела Оччіпінті                | Італія                                                             |
| СП                                  | Hellhole                              | Бас Девос                       | Бельгія, Нідерланди                                                |
| * СП                                | To thávma tis thálassas ton Sargassón | Сіллас Цумеркас                 | Греція, Німеччина, Нідерланди, Швеція                              |
| * ЄП                                | Monos                                 | Алехандро Ландес                | Колумбія, Аргентина, Нідерланди, Німеччина, Данія, Швеція, Уругвай |
| ЄП                                  | O Beautiful Night                     | Ксав'є Бом                      | Німеччина                                                          |

#### Документальні фільми
СП — Світова прем'єра фільму; ЄП — Європейська прем'єра фільму; МП — Міжнародна прем'єра фільму
| Фільм                                    | Оригінальна назва                                 | Режисер(и)                | Країна виробництва                    |
| ---------------------------------------- | ------------------------------------------------- | ------------------------- | ------------------------------------- |
| Відчуття СП                              | Serendipity                                       | Прун Нуррі                | США                                   |
| Західні араби СП                         | Western Arabs                                     | Омар Шаргаві              | Данія, Нідерланди                     |
| Лемебель* СП                             | Lemebel                                           | Джоанна Репосі Гарібальді | Чилі, Колумбія                        |
| Краса та швидкоплинність* СП             | Schönheit & Vergänglichkeit                       | Аннекатрін Гендель        | Німеччина                             |
| На лінії старту СП                       | La Arrancada                                      | Альдемар Матіас           | Бразилія, Куба, Франція               |
| Нормальний* СП                           | Normal                                            | Адель Туллі               | Італія, Швеція                        |
| Розмови про дерева СП                    | Talking About Trees                               | Сухейб Ґасмельбарі        | Чад, Франція, Німеччина, Катар, Судан |
| Селфі СП                                 | Selfie                                            | Агостіно Ферренте         | Франція, Італія                       |
| Система К СП                             | Système K                                         | Рено Барре                | Франція                               |
| У пошуках Єви* СП                        | Searching Eva                                     | Піа Гелленталь            | Німеччина                             |
| Чекаємо на карнавал СП                   | Estou Me Guardando Para Quando O Carnaval Chegar" | Марсело Гомес             | Бразилія                              |
| Що вона сказала: Мистецтво Полін КаельМП | What She Said: The Art of Pauline Kael            | Роб Гарвер                | США                                   |
| СП                                       | A Dog Called Money                                | Сімус Мерфі               | Ірландія, Велика Британія             |
| ЄП                                       | Shooting the Mafia                                | Кім Лонгінотто            | Ірландія, США                         |

## Спеціальні покази Берлінале
Наступні фільми були відібрані для програми спеціальних показів кінофестивалю:
| Фільм                                       | Оригінальна назва                                   | Режисер(и)                                               | Країна виробництва    |
| ------------------------------------------- | --------------------------------------------------- | -------------------------------------------------------- | --------------------- |
| Антропоцен: Епоха людей (док.)              | ANTROPOCENE: The Human Epoch                        | Дженніфер Байгвал, Ніколас де Пенсьє, Едвард Бертинський | Канада                |
| Брехт                                       | Brecht                                              | Генріх Брелер                                            | Німеччина, Австрія    |
| Бувало й гірше — Маріо Адорф (док.)         | Es hätte schlimmer kommen können — Mario Adorf      | Домінік Весселі                                          | Німеччина             |
| Діти в центрі уваги (док.)                  | Lampenfieber                                        | Аліса Агнескіршнер                                       | Німеччина             |
| Вотергейт                                   | Watergate                                           | Чарльз Фергюсон                                          | США                   |
| Північ (1984)                               | El Norte                                            | Грегорі Нава                                             | США                   |
| Пітер Ліндберг — жіночі історії             | Peter Lindbergh — Women Stories                     | Жан Мішель Вечеєт                                        | Німеччина             |
| Живеш тільки раз — Тотен Госен на гастролях | Weil du nur einmal lebst — Die Toten Hosen auf Tour | Кордула Кабліц-Пост                                      | Німеччина             |
| Та, якій ви вірите                          | Celle que vous croyez                               | Сафі Неббу                                               | Франція               |
| Фотографія                                  | Photograph                                          | Ритеш Батра                                              | Індія, Німеччина, США |
| Хлопчик, який приручив вітер                | The Boy Who Harnessed the Wind                      | Чиветел Еджіофор                                         | Велика Британія       |
|                                             | Gully Boy                                           | Зоя Актар                                                | Індія                 |

## Інші програми
| Програма | Фільм / Оригінальна назва                   | Режисер(и)          | Країна                   | Рік  |
| -------- | ------------------------------------------- | ------------------- | ------------------------ | ---- |
| Пошана   | Загибель богів / La caduta degli dei        | Лукіно Вісконті     | Італія, ФРН              | 1969 |
| Пошана   | Погляд / Charlotte Rampling: The Look       | Анджеліна Маккароне | Німеччина, Франція       | 2011 |
| Пошана   | Ханна / Hannah                              | Андреа Паллаоро     | Італія, Бельгія, Франція | 2017 |
| Пошана   | Макс, моя любов / Max mon amour             | Наґіса Осіма        | Франція, США             | 1986 |
| Пошана   | Нічний портьє / Il portiere di notte        | Ліліана Кавані      | Італія                   | 1974 |
| Пошана   | Під піском / Sous le sable                  | Франсуа Озон        | Франція, Японія          | 2000 |
| Пошана   | Спогади про зоряний пил / Stardust Memories | Вуді Аллен          | США                      | 1980 |
| Пошана   | Басейн / Swimming Pool                      | Франсуа Озон        | Франція, Велика Британія | 2003 |
| Пошана   | Вердикт / The Verdict                       | Сідні Люмет         | США                      | 1982 |
| Пошана   | На південь / Vers le sud                    | Лоран Канте         | Франція, Канада, Бельгія | 2005 |

## Нагороди

### Офіційна програма
Фільми конкурсної програми отримали наступні нагороди:

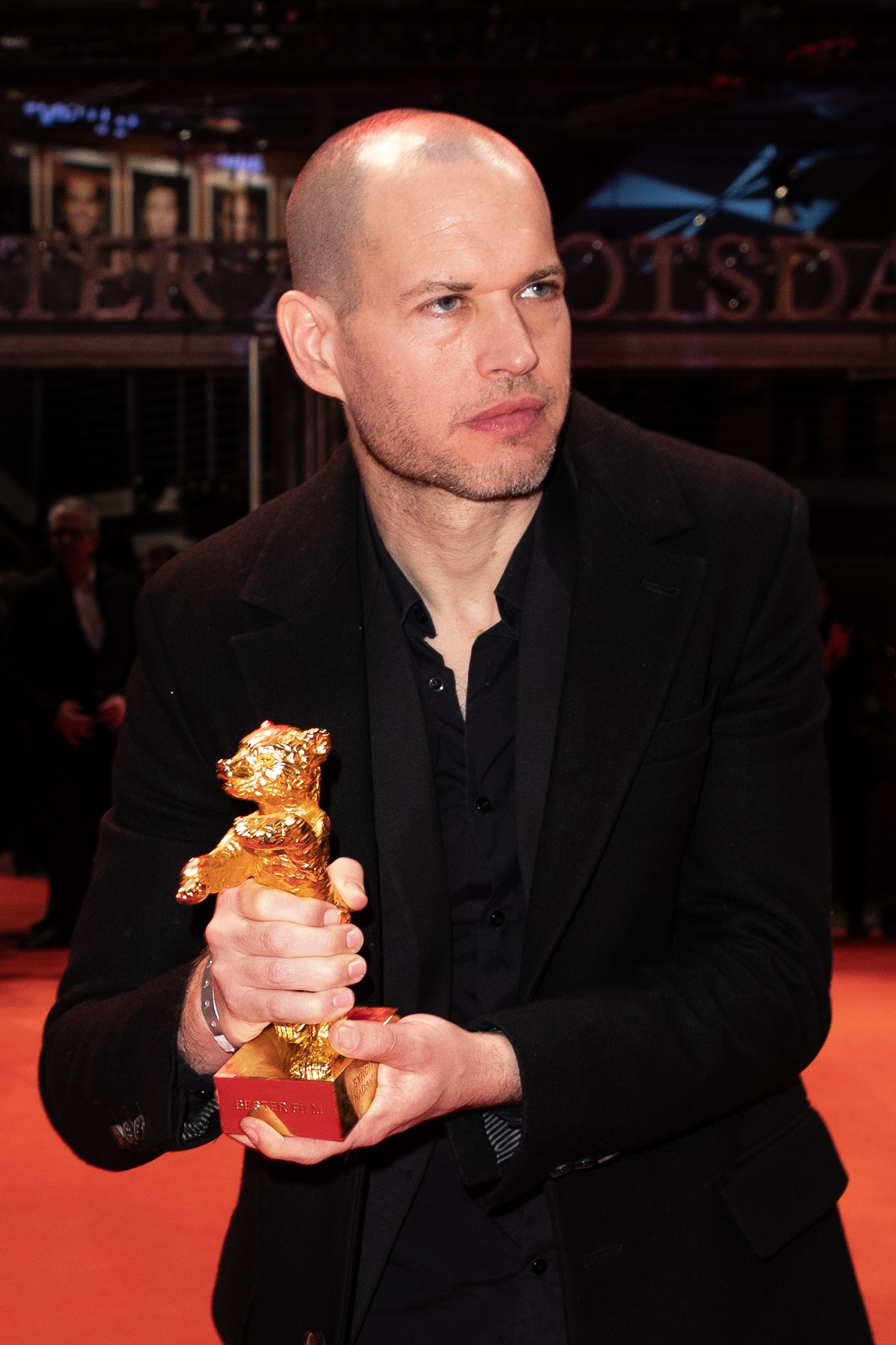
Надав Лапід з головною нагородою Берлінале-2019

| Нагорода                                                                   | Лауреат                                                                  | Країна    |
| -------------------------------------------------------------------------- | ------------------------------------------------------------------------ | --------- |
| Золотий ведмідь                                                            | Синоніми, реж. Надав Лапід                                               | ,         |
| Гран-прі журі                                                              | З божої волі, реж. Франсуа Озон                                          | Франція   |
| Приз Альфреда Бауера за фільм, що відкриває нові перспективи кіномистецтва | Руйнівниця системи, реж. Нора Фінгшайдт                                  | Німеччина |
| «Срібний ведмідь» за найкращу режисуру                                     | Ангела Шанелек за Я був удома, але                                       | ,         |
| «Срібний ведмідь» найкращому актору                                        | Вань Жинчунь за Так давно, сину мій                                      | КНР       |
| «Срібний ведмідь» найкращій акторці                                        | Юн Мей за Так давно, сину мій                                            | КНР       |
| «Срібний ведмідь» за найкращий сценарій                                    | Роберто Савіано, Клаудіо Джованнезі, Мауриціо Брауччі за Піраньї Неаполя | Італія    |
| «Срібний ведмідь» за видатний художній внесок                              | Расмус Відебек (оператор) за Викрадаючи коней                            | ,         |

Короткометражне кіно
| Нагорода                                              | Лауреат                                                  | Країна    |
| ----------------------------------------------------- | -------------------------------------------------------- | --------- |
| «Золотий ведмідь» на найкращий короткометражний фільм | Умбра, реж. Флоріан Фішер                                | Німеччина |
| Срібний ведмідь — Приз журі                           | Сумний хлопчик, реж. Мануель Абрамович та Йоганнес Крель | ,         |

Документальне кіно
| Категорія                      | Лауреат                                     | Країна |
| ------------------------------ | ------------------------------------------- | ------ |
| Найкращий документальний фільм | Розмови про дерева, реж. Сухейб Ґасмельбарі | ,      |

Найкращий дебютний фільм
| Категорія                                       | Лауреат                           | Країна    |
| ----------------------------------------------- | --------------------------------- | --------- |
| Найкращий дебютний повнометражний ігровий фільм | Орей, реж. Мехмет Акіф Буюкаталай | Німеччина |

### Спеціальні нагороди
| Нагорода                   | Лауреат           | Країна          |
| -------------------------- | ----------------- | --------------- |
| Почесний «Золотий ведмідь» | Шарлотта Ремплінг | Велика Британія |
| Камера Берлінале           | Сандра Шульберг   | США             |
| Камера Берлінале           | Віланд Спек       | Німеччина       |
| Камера Берлінале           | Аньєс Варда       | Франція         |
| Камера Берлінале           | Герман Чохе       | Німеччина       |

### Незалежні нагороди
Панорама — Приз глядачів
| Категорія                      | Місце     | Лауреат                                                  | Країна    |
| ------------------------------ | --------- | -------------------------------------------------------- | --------- |
| Найкращий ігровий фільм        | 1-е місце | 37 секунд, реж. Міцує Міядзакі                           | Японія    |
| Найкращий ігровий фільм        | 2-е місце | Шви, реж. Мирослав Терзич                                | ,         |
| Найкращий ігровий фільм        | 3-є місце | Життєрадісність, реж. Родд Ратжен                        | Австралія |
| Найкращий документальний фільм | 1-е місце | Розмови про дерева реж. Сухейб Ґасмельбарі               | ,         |
| Найкращий документальний фільм | 2-е місце | Опівнічний мандрівник реж. Хасан Фазілі, Емелі Махдав'ян | ,         |
| Найкращий документальний фільм | 3-є місце | Shooting the Mafia реж. Кім Лонгінотто                   | ,         |

Премія «Тедді»
| Категорія                                | Лауреат                                            | Країна    |
| ---------------------------------------- | -------------------------------------------------- | --------- |
| Найкращий художній фільм                 | Коротка історія зеленої планети реж. Сантьяго Лоса | ,         |
| Найкращий документальний фільм/фільм-есе | Лемебель, реж. Джоанна Репосі Гарібальді           | ,         |
| Найкращий короткометражний фільм         | Ентропія, реж. Флора Анна Буда                     | Угорщина  |
| Спеціальний приз журі                    | Собака гавкає на Місяць, реж. Сян Цзи              | ,         |
| Спеціальний «Тедді»                      | Фальк Ріхтер                                       | Німеччина |
| Приз «Тедді» від читачів QUEER.DE        | Коротка історія зеленої планети реж. Сантьяго Лоса | ,         |

Приз ФІПРЕССІ
| Секція   | Лауреат                                         | Країна  |
| -------- | ----------------------------------------------- | ------- |
| Конкурс  | Синоніми, реж. Надав Лапід                      | ,       |
| Панорама | Дафна, реж. Федеріко Бонді                      | Італія  |
| Форум    | Діти померлих, реж. Келлі Коппер та Павол Ліска | Австрія |

Приз екуменічного журі
| Секція   | Лауреат                                                                     | Країна    |
| -------- | --------------------------------------------------------------------------- | --------- |
| Конкурс  | Бог існує, її ім'я — Петрунія, реж. Теона Стругар Мітевска                  | ,         |
| Панорама | Життєрадісність, реж. Родд Ратжен                                           | Австралія |
| Панорама | Спеціальна згадка: Опівнічний мандрівник реж. Хасан Фазілі, Емелі Махдав'ян | ,         |
| Форум    | Земля / Erde реж. Ніколаус Гейгальтер                                       | Австрія   |

Приз Міжнародної конфедерації кінематографічного мистецтва (CICAE)
| Секція   | Лауреат                               | Країна  |
| -------- | ------------------------------------- | ------- |
| Панорама | 37 секунд, реж. Міцує Міядзакі        | Японія  |
| Форум    | Наші поразки, реж. Жан-Габріель Періо | Франція |

## Матеріали
- Держкіно про підсумки участі України в «Берлінале». МедиаБизнес. 19 лютого 2019. Архів оригіналу за 26.02.2019.